# In due si uccide meglio
In due si uccide meglio è un saggio scritto da Giuseppe Pastore e Stefano Valbonesi, unico in italiano dedicato al fenomeno dei serial killer in coppia, che in Italia sono circa il 5 per cento (il 9% a livello globale), secondo gli studi del criminologo Ruben De Luca.
Il libro tratta dodici storie vere alternate ad approfondimento psico-criminologico; di queste undici sono casi stranieri, uno è italiano: quello della coppia Ludwig composta dagli altoatesini Wolfgang Abel e Marco Furlan, "decisa a purificare col fuoco chiunque considerasse indegno di vivere".

## Edizioni
- Giuseppe Pastore, Stefano Valbonesi, In due si uccide meglio, Edizioni XII, 2010,  p. 228, ISBN 9788895733166.

## Presentazione ufficiale
Durante la rassegna "GialloLatino" 2010.

## Citazioni
- Sabrina Avakian, African Serial Killers, 2015, ISBN 9781326136697.[4]
- Paolo De Nardis, Nicola Malizia, Giuseppe Arena, Dario Falzone, Paola Marchetta, Monica Pellerone, Rossana Salerno, Sergio Severino, Dalle violenze alle politiche di sicurezza urbana, Giappichelli, 2016, ISBN 9788892163034.[5]
- Ruben De Luca, Serial killer, Newton Compton Editori, 2021, ISBN 9788822752949.[6]
- Isabel Teresita Truan Vereterra, Cinzia Tani y su escritura no narrativa: ensayos, libros de autoayuda y biografías, Editorial Dykinson, S.L., 2022, ISBN 9788411226745.[7]
- Ruben De Luca, Il grande libro dei serial killer, Newton Compton Editori, 2023, ISBN 9788822776747.[8]